# Abbalomba facialis
Abbalomba facialis är en insektsart som beskrevs av Jacobi 1943. Abbalomba facialis ingår i släktet Abbalomba och familjen spottstritar. Inga underarter finns listade i Catalogue of Life.